# Miquel Oliver Gomila
Miquel Oliver Gomila   (Manacor, 12 de novembre de 1974) és un polític mallorquí. Membre de Més per Mallorca, va ser batle de Manacor menys de cinc mesos el 2015 i en fou elegit altre cop el 2019.
Va estar sis anys a l'oposició de Manacor de regidor, i el 2015 va ser escollit batle de Manacor per la llista de MÉS i ER gràcies a un pacte en minoria amb el PSIB-PSOE i Volem Manacor. Tanmateix, uns pocs mesos després (144 dies), el novembre del 2015, va patir una moció de censura i el seu tripartit va perdre la batlia degut a un altre tripartit format entre l'oposició. Aquest pacte va ser entre el PP, la PI, i l'AIPC/SyS, fruit d'ell es va decidir que el PP i el PI es repartirien la batlia dos anys cadascun, començant el PP, cosa que va fer batle a Pedro Rosselló Cerdá.
Després de les eleccions del maig de 2019, tornà ser proclamat batle. Aquesta vegada comptà amb el suport de 13 dels 21 regidors.
Miquel Oliver també és el president de la plataforma Avançam que associa els regidors a favor del dret a decidir a Mallorca, Menorca, Eivissa i Formentera.
A final del 2019 va ser objecte d'una campanya mediàtica per a desacreditar-lo després d'haver criticat Rafael Nadal perque la seva acadèmia de tennis no pagava l'IBI i les taxes d'escombraries que corresponien al poble, atès que el govern municipal anterior no li ho havia reclamat.